# Maxie Vaz
Maxie Vaz   (Goa, 1923 - Mombasa, 21 de juliol de 1991) va ser un jugador d'hoquei sobre herba indi que va competir durant la dècada de 1940.
El 1948 va prendre part en els Jocs Olímpics de Londres, on va guanyar la medalla d'or com a membre de l'equip indi en la competició d'hoquei sobre herba.